# Chiesa della Misericordia (Pietrasanta)
La chiesa di San Biagio è un luogo di culto cattolico del centro storico di Pietrasanta, in provincia di Lucca; è anche detto chiesa della Misericordia in quanto sede della locale confraternita della Misericordia. Collocata nella centrale via Mazzini, è una delle più antiche della città; esisteva come chiesa ed annesso ospedale di S.Biagio fin dalla fondazione di Pietrasanta. Alla fine del Settecento la chiesa venne dedicata anche a S.Antonio ed assunse l'assetto attuale.

## Storia e descrizione
Già dedicata a san Biagio, la chiesa era la sede di una Compagnia che assisteva i condannati e i trovatelli e che, nel 1896, fu trasformata in Confraternita della Misericordia.
Vi sono conservate due sculture lignee raffiguranti una Sant'Antonio abate e l'altra San Biagio, attribuite rispettivamente ad Antonio Pardini e a Jacopo della Quercia. Le statue sono ritenute tra le opere di più alta qualità realizzate tra la fine del Trecento e l'inizio del Quattrocento e ancora presenti in Versilia. 
Sono degne di nota tra le altre l'Incoronazione della Vergine e santi (1550) di Lorenzo Cellini, l'elegante cantoria settecentesca con organo a canne degli inizi del XIX secolo (ampliato nel 1860 da Odoardo Landucci), e i dipinti murali della cappella dell'Addolorata attribuiti a Luigi Ademollo. 
Del 1993 sono i due grandi pannelli ad affresco, la Porta del Paradiso e la Porta dell'Inferno, opera di Fernando Botero, artista colombiano che per alcuni mesi all'anno era solito risiedere nella cittadina versiliese.

## Galleria d'immagini

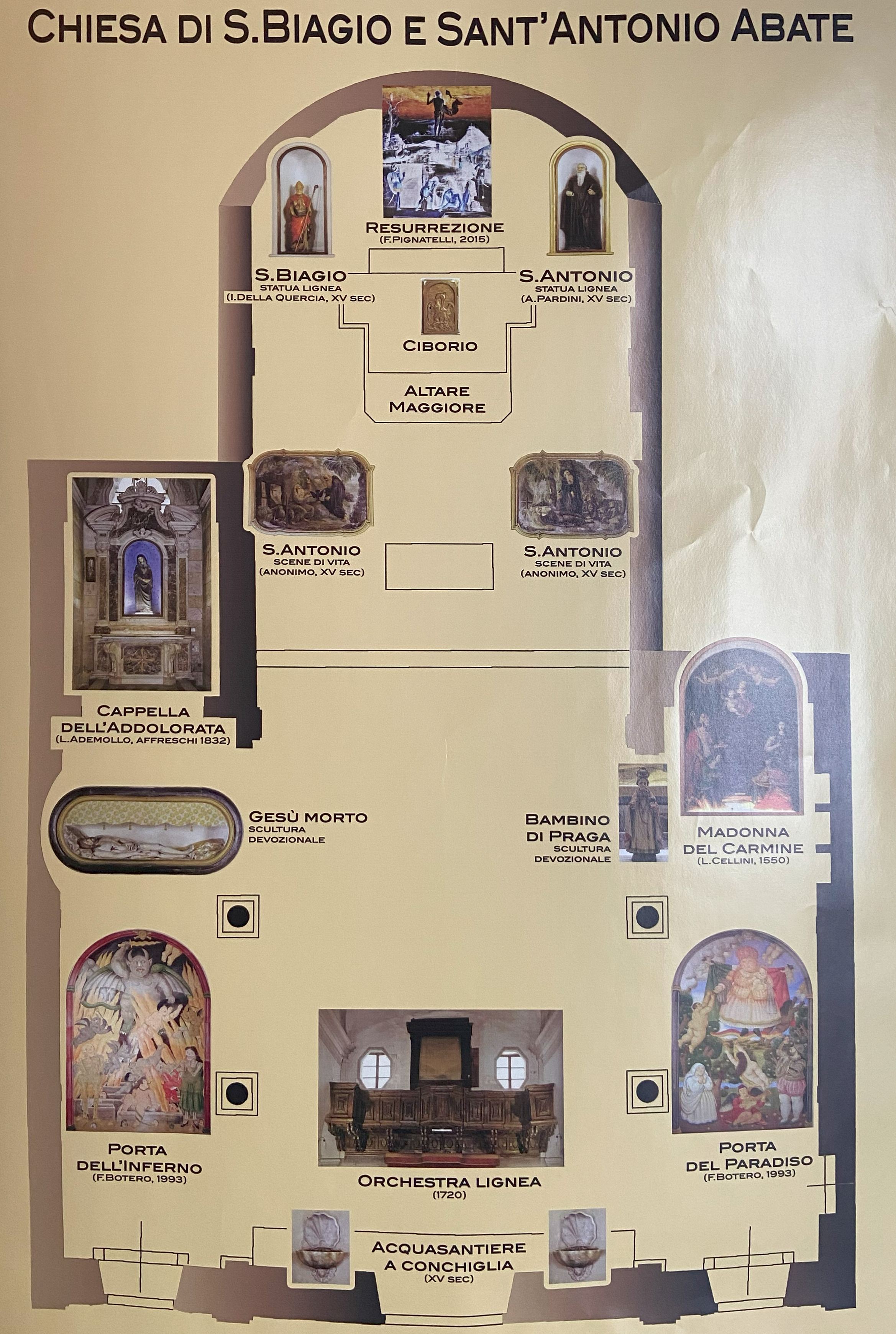
Opere principali
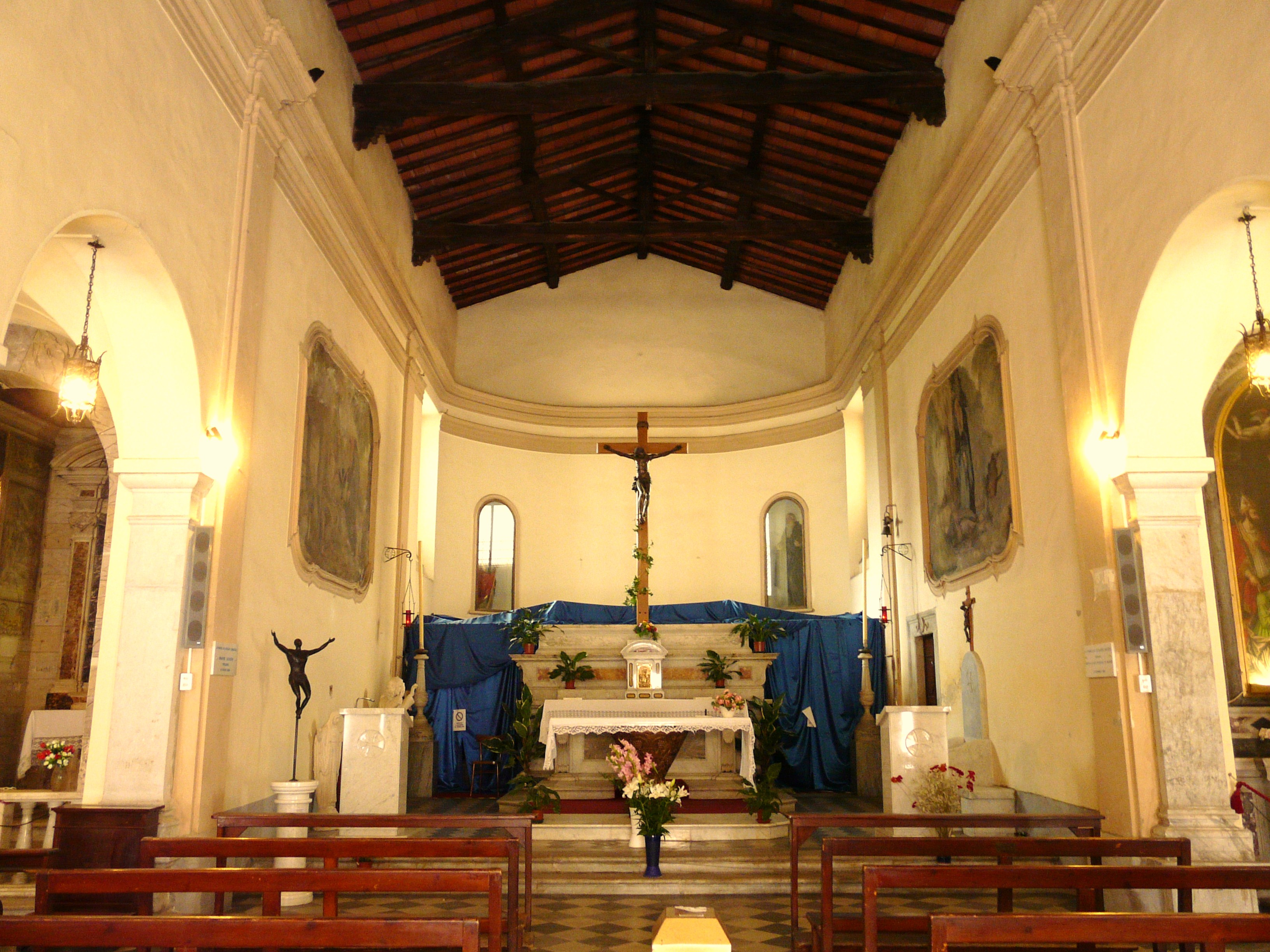
Interno
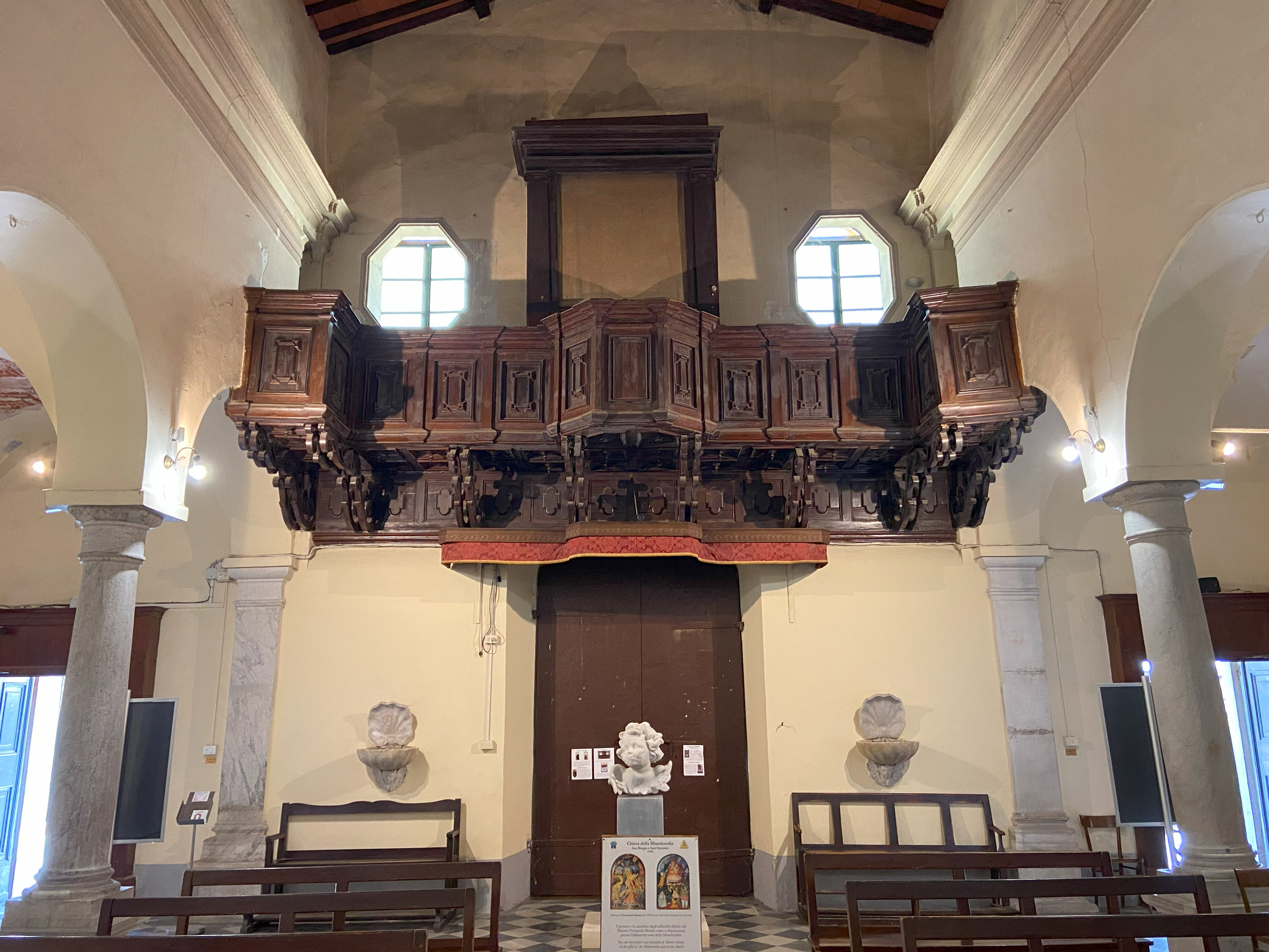
Acquasantiere a conchiglia (XV secolo) e Orchestra lignea, 1720
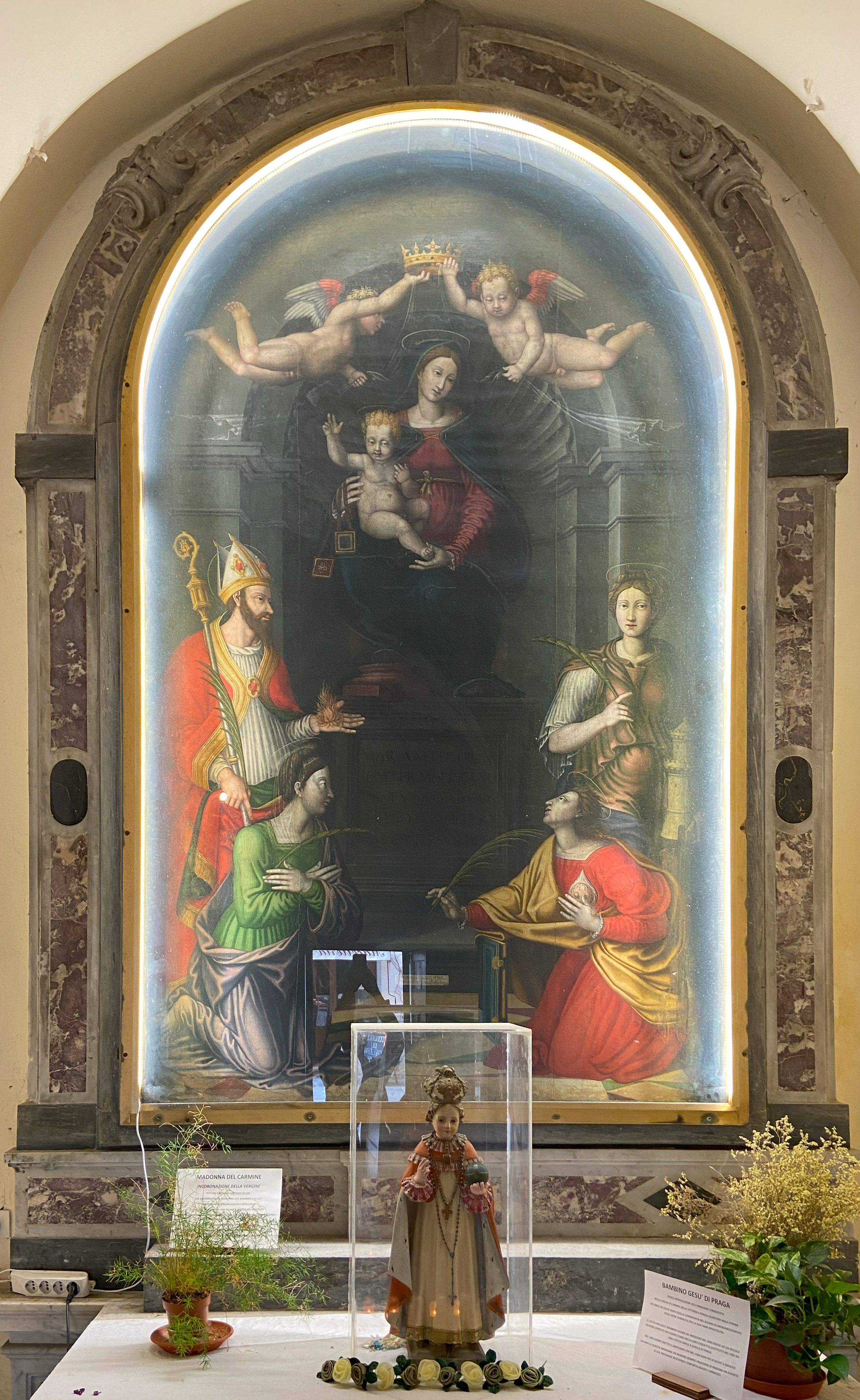
Lorenzo Cellini Incoronazione della Vergine, 1550
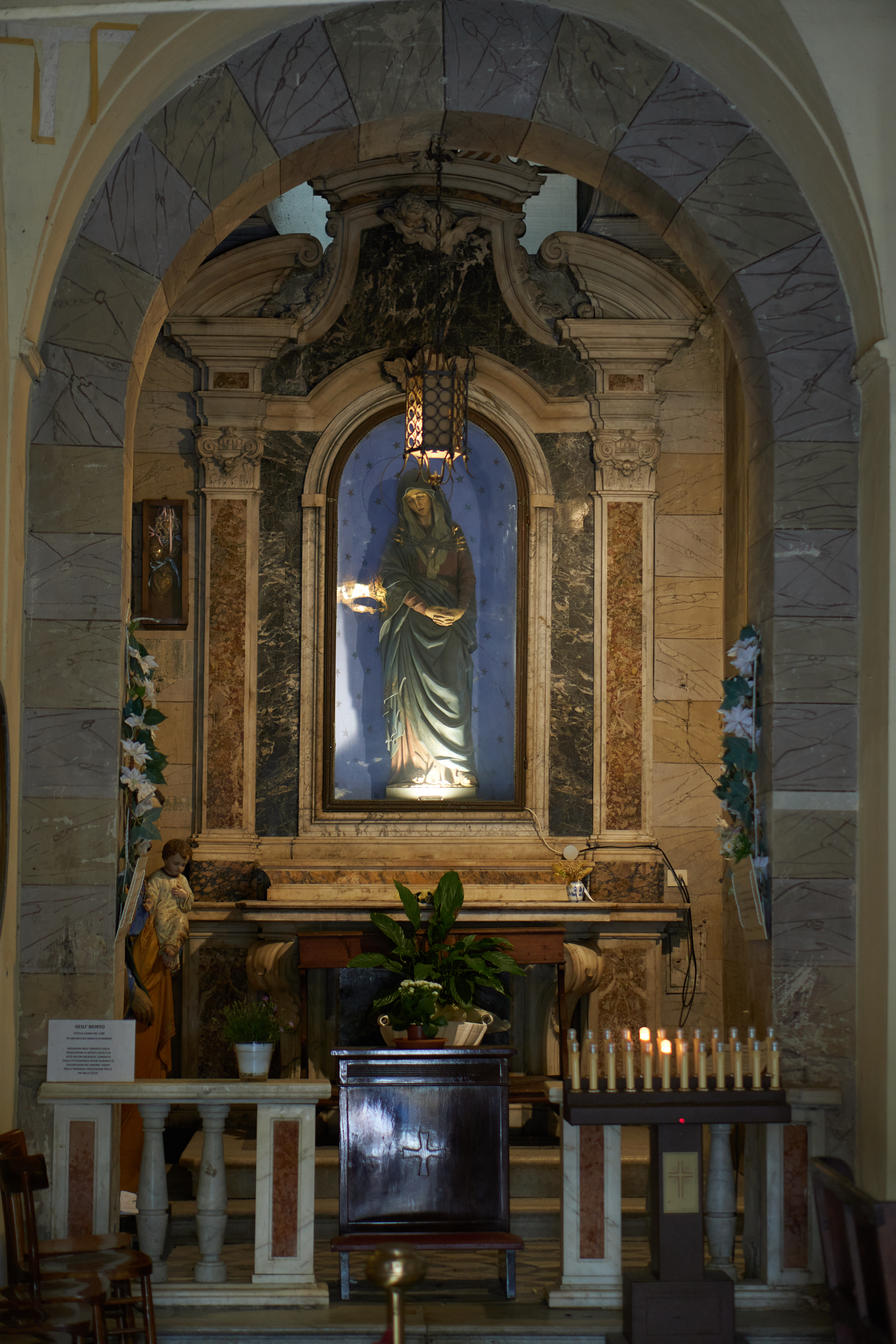
Cappella dell´addolorata, L.Ademollo, Affreschi 1832
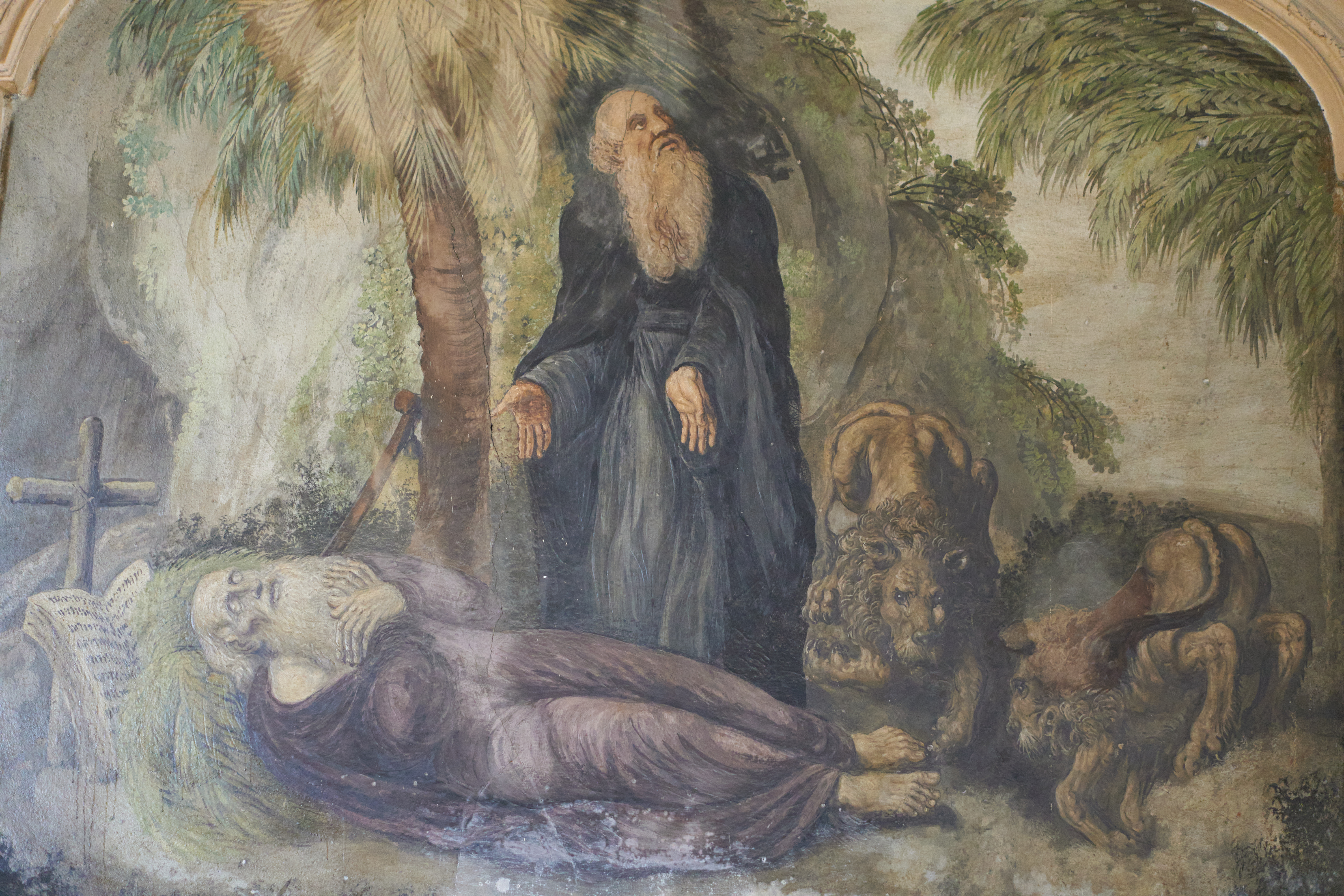
S.Antonio, Scene di vita, Anonimo XV secolo
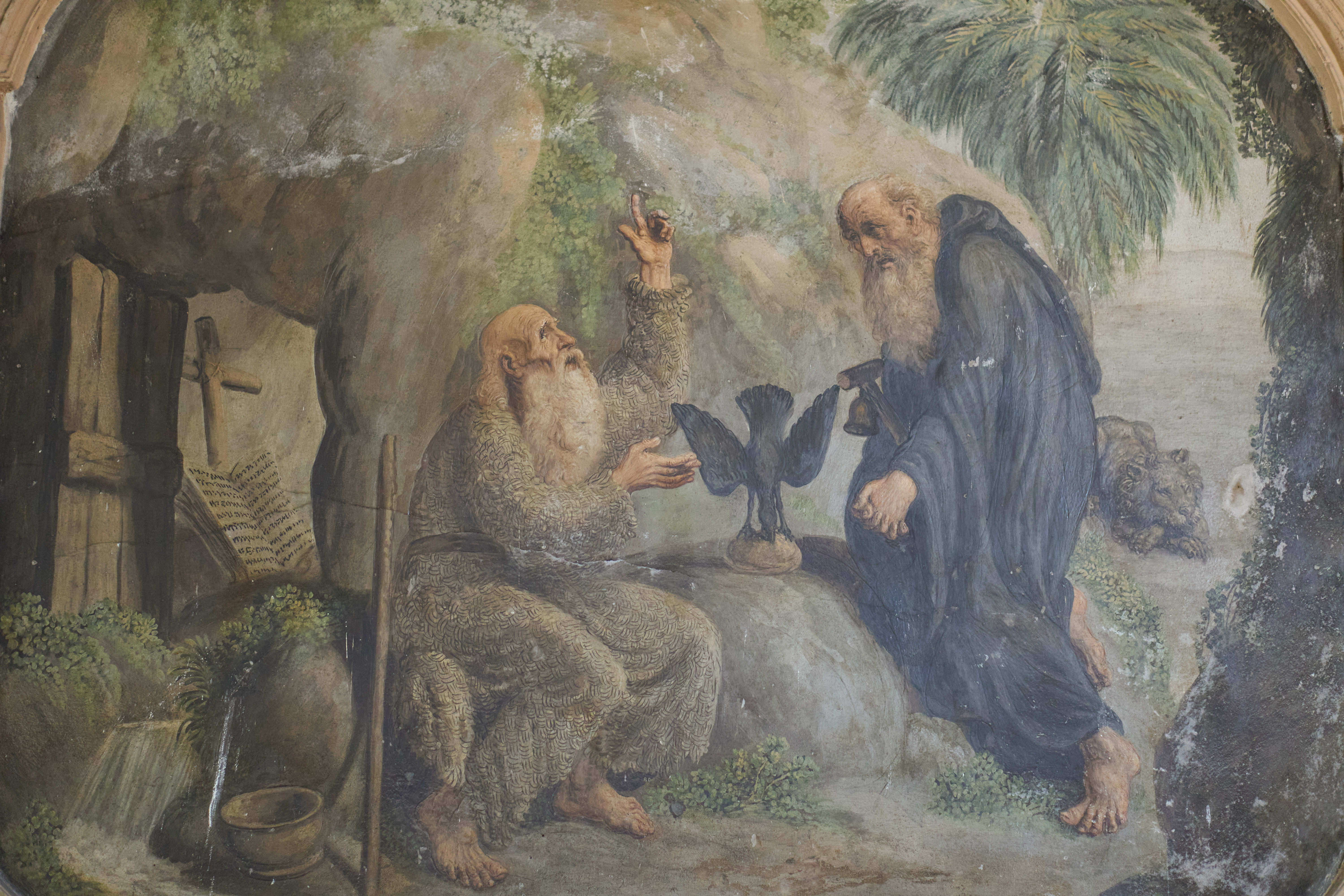
S.Antonio, Scene di vita, Anonimo XV secolo